# JAPAN MOBILITY SHOW
JAPAN MOBILITY SHOW（ジャパンモビリティショー）は、モビリティ産業に関する最新の技術やデザインについての情報を紹介する、日本自動車工業会（JAMA）主催の日本の見本市。2019年まで開催されていた東京モーターショーの後継イベント。

## 概要
JAMAは2019年まで東京モーターショーを開催してきたが、来場者数は1991年に開催された第29回の201万人をピークに徐々に減少し2017年に開催された第45回では77万人まで減少していた。これについてJAMAは、各社による電気自動車（EV）のプレゼン合戦のような、自動車メーカーが何を展示したいかという思いが強過ぎて、来場者の期待に応えなくなっていたと分析した。そこで2019年に開催された第46回開催時では、来場者が何を観たいのか、何に期待して来場しているのかという観点を重視した結果、自動車業界だけでなく日本のさまざまな企業の最新技術を体験できるエリアなどを新たに取り入れ、130万人にまで来場者数を回復させることに成功した（ただし、2019年は無料エリアを含む入場者で集計されており、これ以前の入場者数とは集計方法が異なる）。これをきっかけに、モビリティ産業がペースメーカーとなり、自動車産業のみならずスタートアップや他産業と一丸となって「明るく、楽しく、ワクワクする日本の未来」を作り出し、一人でも多くの来場者に体感してもらいたいという思いから、2023年の開催回からは「JAPAN MOBILITY SHOW」に名称を変更して開催することとなった。
2022年5月に公開された初期案では、自動車関連のみならず日本の様々な産業が集結するという意味で「JAPANオールインダストリーショー」という仮称が明かされた。しかし、その発表後に「（自動車が主役ではない）産業ショーなのか？」という問い合わせが、JAMA宛に多く寄せられた。また、経団連に約200社が参画するモビリティ委員会が設立され、日本経済界全体として自動車産業のモビリティ分野への転換を視野に入れた本格的な話し合いの舞台が整ったこともあり、より分かりやすい表現として正式名称を「JAPAN MOBILITY SHOW」とした。
従来の東京モーターショーは自動車が対象の見本市だったが、JAPAN MOBILITY SHOWでは対象をモビリティ全般に拡大した。従来の自動車展示を残しつつ、ロボットやドローン、電車なども展示されている。
加えて初年度となるJAPAN MOBILITY SHOW 2023では「モータースポーツエリア」が設置され、SUPER GTやWRC、F1などで実際に使用されたマシンの展示や、モータースポーツに参加する選手によるトークイベントやパブリックビューイングといったイベントの他、GT College Leagueなどe-モータースポーツの大会も同地で開催された。
2024年5月にJAMAは、2024年は「企業連携を推進する“プロセスイヤー”」として、モビリティ業界のビジネスに携わる関係者向けのショーを開催し、以後奇数年は一般向けの「ショーイヤー」、偶数年はビジネス向けの「プロセスイヤー」として交互に開催する方針を明らかにした。名称は当初JAPAN MOBILITY SHOW 2024とされていたが、8月にJAPAN MOBILITY SHOW BIZWEEK 2024に決定したと発表された。

## 実績

### JAPAN MOBILITY SHOW
| 名称                     | 会期                                | 開催日数 | 会場             | 出展社数 | 入場者数    | 備考                                       | 出典   |
| ------------------------ | ----------------------------------- | -------- | ---------------- | -------- | ----------- | ------------------------------------------ | ------ |
| JAPAN MOBILITY SHOW 2023 | 2023年（令和5年）10月26日 - 11月5日 | 11日間   | 東京ビッグサイト | 475社    | 111万2000人 | テーマ：乗りたい未来を、探しにいこう！     | [ 15 ] |
| JAPAN MOBILITY SHOW 2025 | 2025年（令和7年）10月30日 - 11月9日 | 11日間   | 東京ビッグサイト | 1000社   | -           | テーマ：ワクワクする未来を、探しに行こう！ |        |

### JAPAN MOBILITY SHOW BIZWEEK
| 名称                             | 会期                                 | 開催日数 | 会場       | 出展社数 | 備考              | 出典   |
| -------------------------------- | ------------------------------------ | -------- | ---------- | -------- | ----------------- | ------ |
| JAPAN MOBILITY SHOW BIZWEEK 2024 | 2024年（令和5年）10月15日 - 10月18日 | 4日間    | 幕張メッセ | 203社    | CEATEC 2024と併催 | [ 16 ] |